# Stoczek-Kolonia
Stoczek-Kolonia – kolonia w Polsce położona w województwie lubelskim, w powiecie lubelskim, w gminie Niemce.
W latach 1975–1998 miejscowość administracyjnie należała do ówczesnego województwa lubelskiego.
Miejscowość stanowi sołectwo gminy Niemce. Według Narodowego Spisu Powszechnego z roku 2011 wieś liczyła 151 mieszkańców.
Wierni Kościoła rzymskokatolickiego należą do parafii Narodzenia Najświętszej Maryi Panny i św. Sebastiana w Krasieninie.